# Кулик Геннадій Васильович
Генна́дій Васи́льович Кули́к (20 січня 1935, село Желомське, тепер Новосокольницького району Псковської області, Російська Федерація — 16 червня 2023, місто Москва, Російська Федерація) — російський та радянський державний діяч, 1-й заступник голови Ради міністрів Російської РФСР, заступник голови уряду Російської Федерації. Народний депутат СРСР. Депутат Державної Думи Державних зборів Російської Федерації 1—7-го скликань. Член Вищої ради партії «Єдина Росія».

## Біографія
Народився в селянській родині.
У 1952—1957 роках — студент економічного факультету Ленінградського державного університету імені Жданова за спеціальністю «економіка сільського господарства».
У 1957—1962 роках працював науковим співробітником Сибірської філії науково-дослідного інституту економіки сільського господарства в місті Новосибірську. Член КПРС з 1960 до 1991 року.
У 1962—1964 роках — інструктор сільськогосподарського відділу Новосибірського обласного комітету КПРС.
У 1964—1965 роках — перший заступник начальника Новосибірського обласного управління сільського господарства.
З 1965 року — на відповідальних посадах у Міністерстві сільського господарства РРФСР. У 1971—1985 роках — начальник Головного планово-економічного управління Міністерства сільського господарства РРФСР. Одночасно з 1975 року — член колегії Міністерства сільського господарства РРФСР.
У 1986—1988 роках — начальник Головного управління планування та соціально-економічного розвитку агропромислового комплексу РРФСР.
У квітні 1988 — серпні 1989 року — перший заступник голови Державного агропромислового комітету РРФСР — міністр РРФСР.
30 серпня 1989 — 15 червня 1990 року — голова Державного агропромислового комітету (Держагропрому) РРФСР. 15 червня — 14 липня 1990 року — в.о. голови Державного агропромислового комітету (Держагропрому) РРФСР.
14 липня 1990 — 10 липня 1991 — перший заступник голови Ради міністрів РРФСР — міністр сільського господарства і продовольства РРФСР (у першому уряді Івана Силаєва). 11 — 15 липня 1991 — в.о. першого заступника голови Ради міністрів РРФСР — міністра сільського господарства і продовольства РРФСР.
30 липня — 15 листопада 1991 року — заступник голови Ради міністрів РРФСР — міністр сільського господарства та продовольства РРФСР (у другому уряді Івана Силаєва).
З серпня до грудня 1991 року — член Комітету з оперативного управління народним господарством СРСР (де-факто Уряду СРСР).
2 листопада — 26 грудня 1991 року — голова Міжреспубліканської продовольчої комісії СРСР. Одночасно 18 листопада — 26 грудня 1991 року — заступник голови Міждержавного економічного комітету Економічного співтовариства.
У січні 1992—1994 роках — радник директора спільного підприємства — фірми «Інекс-Інтерекспорт» у Москві.
У 1993—1996 роках — депутат Державної Думи першого скликання. Член фракції Аграрної партії Росії.
З грудня 1995 року — депутат Державної Думи другого скликання. Заступник голови Комітету з питань бюджету, податків, банків та фінансів. Член Аграрної партії Росії.
21 вересня 1998 — 12 травня 1999 року — заступник голови уряду Російської Федерації (Уряд Євгена Примакова). Відповідав за агропромисловий комплекс Росії.
З грудня 1999 року — депутат Державної Думи третього скликання (фракція «Батьківщина—Вся Росія»). Заступник голови Комітету з бюджету та податків, член Комісії з проблем реструктуризації, неспроможності (банкрутства) та ліквідації кредитних організацій, член Комісії з державного боргу та закордонних активів Російської Федерації. З 2002 року — голова Комітету з аграрних питань.
З грудня 2003 року — депутат Державної Думи четвертого скликання. Голова Комітету з питань аграрних питань.
2 грудня 2007 року обраний депутатом до Державної Думи п'ятого скликання у складі федерального списку кандидатів, висунутого Всеросійською політичною партією «Єдина Росія». Заступник голови Комітету Державної Думи з питань бюджету та податків.
4 грудня 2011 року обраний депутатом до Державної Думи шостого скликання у складі федерального списку кандидатів, висунутого Всеросійською політичною партією «Єдина Росія».
18 вересня 2016 обраний депутатом Державної думи Російської Федерації сьомого скликання за федеральним списком від партії «Єдина Росія». 11 лютого 2020 року достроково склав із себе депутатські повноваження.
З 12 лютого 2020 року — радник голови Державної Думи з питань розвитку сільського господарства.
Помер 16 червня 2023 року в Москві. Похований на Троєкуровському цвинтарі Москви.

## Нагороди
- два ордени Трудового Червоного Прапора
- орден «Знак Пошани»
- орден «За заслуги перед Вітчизною» ІІІ ст. (Російська Федерація) (25.01.2010) — за заслуги у законотворчій діяльності та розвитку російського парламентаризму
- орден «За заслуги перед Вітчизною» IV ст. (Російська Федерація) (20.04.2006) — за активну участь у законотворчій діяльності та багаторічну сумлінну роботу
- орден Дружби (Російська Федерація) (26.08.2016) — за активну законотворчу діяльність та багаторічну сумлінну роботу
- орден Пошани (Російська Федерація) (10.12.2001) — за високі досягнення у виробничій діяльності, великий внесок у зміцнення дружби та співпраці між народами та багаторічну сумлінну роботу
- Ордену Білого Лотосу (2005)
- Герой Калмикії (Російська Федерація) (2005)
- Почесна грамота Уряду Російської Федерації (1999)
- Подяка Президента Російської Федерації (13.12.2003) — за активну законотворчу діяльність
- Подяка Президента Російської Федерації (18.10.2007) — за активну участь у законотворчій діяльності
- Почесний громадянин Республіки Калмикія (3.06.1997) — за особливий внесок у соціально-економічний та культурний розвиток
- Заслужений економіст РРФСР (11.01.1985) — за заслуги в галузі економічної роботи та багаторічну сумлінну працю
- медаль Петра Столипіна ІІ ст. (14.11.2011)
- медалі